# Coppa di Francia 2013 (ciclismo)
La Coppa di Francia di ciclismo 2013, ventiduesima edizione della competizione, si svolse dal 27 gennaio al 6 ottobre 2013, in 16 eventi tutti facenti parte del circuito UCI Europe Tour 2013. Fu vinta dal francese Samuel Dumoulin della AG2R La Mond, mentre il miglior team fu FDJ.fr.

## Calendario
| Corsa | Data         | Evento                                        | Vincitore           | Squadra             | Leader della classifica |
| ----- | ------------ | --------------------------------------------- | ------------------- | ------------------- | ----------------------- |
| 1     | 27 gennaio   | Grand Prix d'Ouverture La Marseillaise (2013) | Justin Jules        | La Pomme Marseille  | Justin Jules            |
| 2     | 16 marzo     | Classic Loire-Atlantique (2013)               | Edwig Cammaerts     | Cofidis             | Justin Jules            |
| 3     | 17 marzo     | Cholet-Pays de Loire (2013)                   | Damien Gaudin       | Team Europcar       | Justin Jules            |
| 4     | 29 marzo     | Route Adélie de Vitré (2013)                  | Alessandro Malaguti | Androni Giocattoli  | Justin Jules            |
| 5     | 9 aprile     | Parigi-Camembert (2013)                       | Pierrick Fédrigo    | FDJ.fr              | Justin Jules            |
| 6     | 11 aprile    | Grand Prix de Denain (2013)                   | Arnaud Démare       | FDJ.fr              | Justin Jules            |
| 7     | 13 aprile    | Tour du Finistère (2013)                      | Cyril Gautier       | Team Europcar       | Justin Jules            |
| 8     | 14 aprile    | Tro-Bro Léon (2013)                           | Francis Mourey      | FDJ                 | Justin Jules            |
| 9     | 25 maggio    | Grand Prix de Plumelec-Morbihan (2013)        | Samuel Dumoulin     | AG2R La Mondiale    | Anthony Geslin          |
| 10    | 26 maggio    | Boucles de l'Aulne (2013)                     | Matthieu Ladagnous  | FDJ.fr              | Anthony Geslin          |
| 11    | 28 luglio    | La Poly Normande (2013)                       | José Gonçalves      | La Pomme Marseille  | Anthony Geslin          |
| 12    | 25 agosto    | Châteauroux Classic de l'Indre (2013)         | Bryan Coquard       | Team Europcar       | Bryan Coquard           |
| 13    | 15 settembre | Tour du Doubs (2013)                          | Aleksejs Saramotins | IAM Cycling         | Anthony Geslin          |
| 14    | 20 settembre | Grand Prix de la Somme (2013)                 | Preben Van Hecke    | Topsport Vlaanderen | Anthony Geslin          |
| 15    | 22 settembre | Grand Prix d'Isbergues (2013)                 | Arnaud Démare       | FDJ.fr              | Bryan Coquard           |
| 16    | 6 ottobre    | Tour de Vendée (2013)                         | Nacer Bouhanni      | FDJ.fr              | Samuel Dumoulin         |

## Classifiche finali

### Individuale
| Pos. | Corridore        | Squadra       | Punti |
| ---- | ---------------- | ------------- | ----- |
| 1    | Samuel Dumoulin  | AG2R La Mond  | 155   |
| 2    | Bryan Coquard    | Europcar      | 149   |
| 3    | Anthony Geslin   | FDJ.fr        | 128   |
| 4    | Yannick Martinez | La Pomme Mar. | 111   |
| 5    | Arnaud Démare    | FDJ.fr        | 100   |
| 6    | Justin Jules     | La Pomme Mar. | 93    |
| 7    | Julien Simon     | Sojasun       | 93    |
| 8    | Nacer Bouhanni   | FDJ.fr        | 75    |
| 9    | Jaŭhen Hutarovič | AG2R La Mond. | 73    |
| 10   | Francis Mourey   | FDJ.fr        | 68    |

### Squadre
| Pos. | Costruttore                  | Punti |
| ---- | ---------------------------- | ----- |
| 1    | FDJ.fr                       | 145   |
| 2    | Cofidis                      | 119   |
| 3    | Bretagne-Séché Environnement | 114   |
| 4    | AG2R La Mondiale             | 103   |
| 5    | Sojasun                      | 101   |
| 6    | Team Europcar                | 94    |
| 7    | La Pomme Marseille           | 67    |
| 8    | BigMat-Auber 93              | 66    |
| 9    | Roubaix-Lille Métropole      | 64    |